# Myrcia polyantha
Myrcia polyantha är en myrtenväxtart som beskrevs av Dc.. Myrcia polyantha ingår i släktet Myrcia och familjen myrtenväxter. Inga underarter finns listade i Catalogue of Life.